# کوکوی برنزه گلوحنایی
کوکوی برنزه گلوحنایی (نام علمی: Chrysococcyx ruficollis) یکی از گونه‌های کوکو از خانواده کوکویان است که در ارتفاعات گینه نو یافت می‌شود و زیستگاه طبیعی آن جنگل‌های کوهستانی نمناک گرمسیری است.